# Fórnix
Os fórnices vaginais (latim para arco), dividos entre anterior e posterior, são a região de encontro do canal vaginal com o colo do útero. Formam a porção mais profunda da vagina, se estendendo nas reentrâncias formadas pela porção vaginal do colo do útero.

## Sexualidade
Seu estímulo durante uma relação sexual pode ser prazeroso para algumas mulheres. A forma como a estimulação se dá em uma relação frente a frente (estimulando a fórnix anterior) ou relação por trás (estimulando o fórnix posterior) é relatada como sensações de prazer e dor distintas.